# Rio Taquari (vattendrag i Brasilien, Rio Grande do Sul)
Rio Taquari är ett vattendrag i Brasilien.   Det ligger i delstaten Rio Grande do Sul, i den södra delen av landet, 1 600 km söder om huvudstaden Brasília.
I omgivningen kring Rio Taquari växer huvudsakligen savannskog. Området är ganska tätbefolkat, med 75 invånare per kvadratkilometer.